# Купцов, Георгий Викторович
Георгий Викторович Купцов (15 октября 1994) — российский тяжелоатлет. Шестикратный чемпион России 2020, 2021, 2022, 2023, 2024 и 2025 годов. Мастер спорта России международного класса (2015). Бронзовый призёр чемпионата Европы 2016 года. Установил 8 рекордов России (2 в категории 96 кг, 6 в категории 102 кг).

## Биография
Георгий Викторович Купцов родился 15 октября 1994 года.
На соревнованиях представляет Кемеровскую область и Ставропольский край.
В 2015 году на чемпионате России, в Старом Осколе, Купцов, в категории до 94 кг стал серебряным призёром с результатом 386 кг по сумме двух упражнений.
На чемпионате Европы 2016 года, который состоялся в Норвегии, Купцов завоевал бронзовую медаль с результатом 376 килограммов.
На чемпионате России в 2020 году в Грозном и в 2021 году в Ханты-Мансийске завоевал чемпионский титул в весовой категории до 96 килограммов.
В 2022 году на чемпионате России, который состоялся в Хабаровске, в весовой категории до 102 кг, Купцов в третий раз подряд стал чемпионом, показав результат по сумме двух упражнений 392 килограмма. Установил рекорд России в толчке и в сумме двух упражнений.
На чемпионате России по тяжёлой атлетике 2023 года, который состоялся в Новом Уренгое, Георгий стал четырёхкратным чемпионом России. Общий вес на штанге в весовой категории до 102 кг был зафиксирован — 383 килограмма.
В июле 2024 года на национальном чемпионате в Новосибирске в категории до 102 кг стал чемпионом России с общим весом по сумме двух упражнений — 386 кг. 
На чемпионате России 2025 года в Санкт-Петербурге в весовой категории до 96 кг завоевал чемпионский титул, зафиксировав вес 375 кг по сумме двоеборья. В отдельных упражнениях также стал победителем. 

## Награды и звания
- Мастер спорта России международного класса, 24 февраля 2015 года[4].
- Мастер спорта России, 23 апреля 2012 года[5].

## Основные результаты
| Год  | Соревнования     | Место проведения | Весовая категория | Рывок, кг | Толчок, кг | Сумма, кг | Место |
| ---- | ---------------- | ---------------- | ----------------- | --------- | ---------- | --------- | ----- |
| 2015 | Чемпионат России | Старый Оскол     | до 94 кг          | 178       | 208        | 386       | 2     |
| 2016 | Чемпионат Европы | Фёрде, Норвегия  | до 94 кг          | 170       | 206        | 376       | 3     |
| 2020 | Чемпионат России | Грозный          | до 96 кг          | 168       | 210        | 378       | 1     |
| 2021 | Чемпионат России | Ханты-Мансийск   | до 96 кг          | 165       | 200        | 365       | 1     |
| 2022 | Чемпионат России | Хабаровск        | до 102 кг         | 174       | 218        | 392       | 1     |
| 2023 | Чемпионат России | Новый Уренгой    | до 102 кг         | 172       | 211        | 383       | 1     |
| 2024 | Чемпионат России | Новосибирск      | до 102 кг         | 174       | 212        | 386       | 1     |
| 2025 | Чемпионат России | Санкт-Петербург  | до 96 кг          | 169       | 206        | 375       | 1     |